# Ledce (Kladnói járás)
Ledce település Csehországban, a Kladnói járásban. Ledce Řisuty, Hradečno, Malíkovice, Přelíc, Smečno és Drnek településekkel határos. Lakosainak száma 484 fő (2024. január 1.).

## Népesség
A település lakosságának változását az alábbi diagram mutatja:
| Lakosok száma | 432  | 506  | 624  | 546  | 575  | 457  | 461  | 515  | 471  | 484  |
|               | 1869 | 1890 | 1921 | 1950 | 1980 | 2001 | 2017 | 2019 | 2022 | 2024 |